# Pyroderus scutatus
Pyroderus scutatus е вид птица от семейство Котингови (Cotingidae), единствен представител на род Pyroderus.

## Разпространение
Видът е разпространен в Аржентина, Бразилия, Венецуела, Гвиана, Еквадор, Колумбия, Парагвай и Перу.